# JaG-7
Der JaG-7 (russisch ЯГ-7) war ein zweiachsiger Lastkraftwagen des sowjetischen Herstellers Jaroslawski Awtomobilny Sawod (kurz JaAZ). Der heute nicht mehr existierende Prototyp wurde 1939 gebaut und sollte ab 1942 in Serie gefertigt werden, was durch den Zweiten Weltkrieg verhindert wurde. Obwohl nie in Produktion gegangen, ist er ein wichtiges Bindeglied zwischen Vorkriegs- und Nachkriegsfertigung in der Geschichte des sowjetischen Lastwagenbaus.
Unter der Bezeichnung JaS-4 (russisch ЯС-4) wurde auch ein Versuchsfahrzeug mit Kippbrücke gebaut. Als JaG-7A entstand ein einzelner Omnibus mit 32 Sitzplätzen, der Teile des JaG-7 verwendete.

## Fahrzeuggeschichte

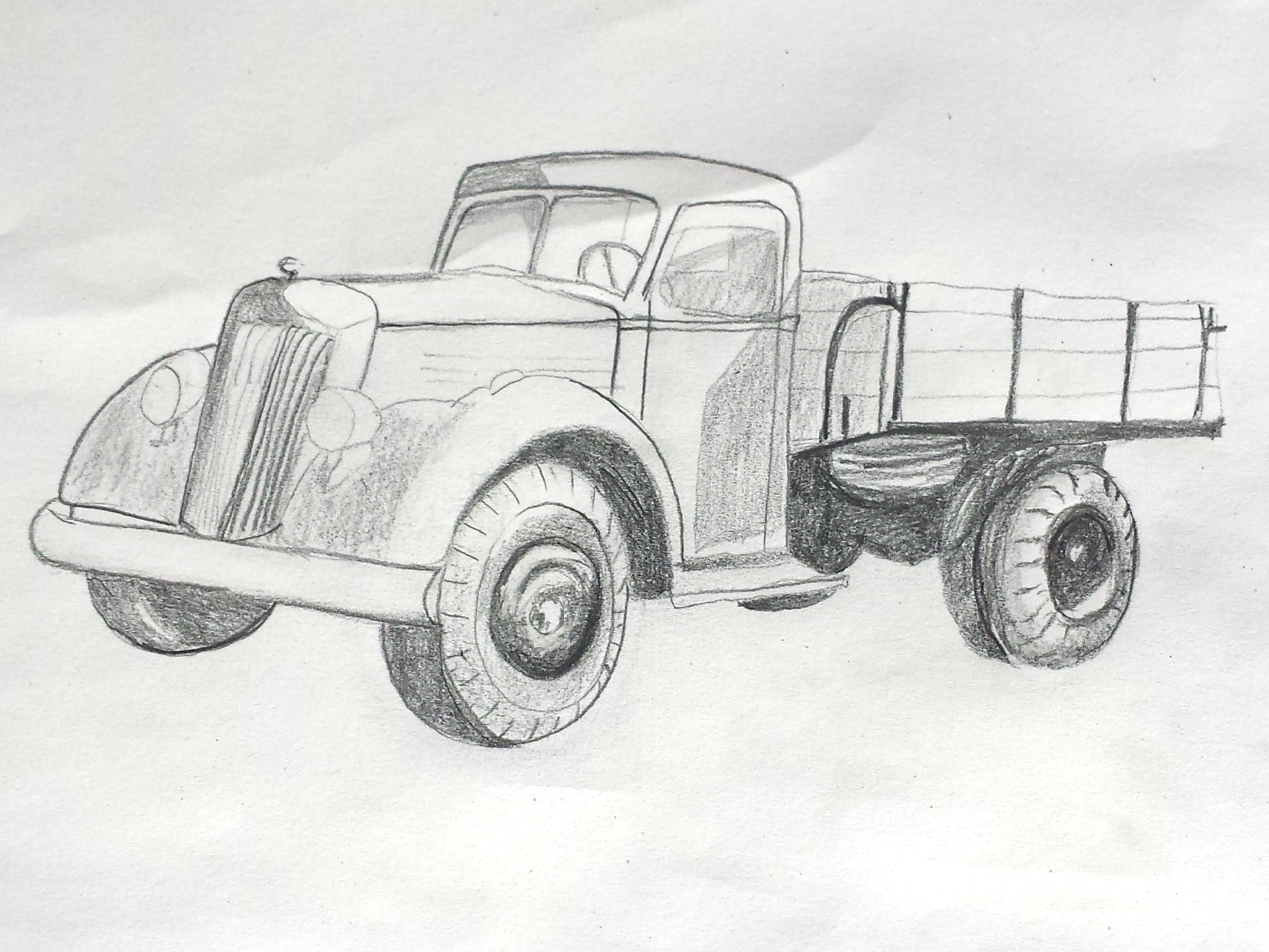
Das gleiche Fahrzeug als Schwarz-Weiß-Skizze (2017)

### Ausgangssituation
Im Jaroslawski Awtomobilny Sawod wurden bereits seit etwa 1925 schwere Lkw gebaut. Dies brachte jedoch für die junge Automobilindustrie der Sowjetunion verschiedene Probleme mit sich. Während kleinere Lastwagen wie der GAZ-AA oder auch der ZIS-5 schon ab etwa 1933 in großen Stückzahlen gefertigt wurden, konnten schwerere Lastwagen nicht in großen Mengen hergestellt werden. Eine ganze Reihe von Faktoren war dafür verantwortlich, unter anderem mangelndes Fachwissen, schlechte Straßen, politische Planvorgaben und Devisenmangel. So blieben die Produktionszahlen in Jaroslawl im Vergleich zu anderen Werken jener Zeit gering.
Zudem hatte die Anlage in Jaroslawl gegenüber anderen Automobilwerken einen entscheidenden Nachteil. Nicht alle Komponenten für die Lastwagen wurden im Werk selbst gefertigt. So gab es vor dem Krieg am Standort keine eigene Motorenproduktion. Da auch an anderer Stelle in der UdSSR keine ausreichend starken Lastwagenmotoren gebaut wurden, konnten sie auch nicht leicht von anderen Unternehmen bezogen werden. Mit diesem Problem hatten nicht nur die ganz frühen Modelle wie der Ja-3 zu tun, sondern auch spätere Fahrzeuge wie der JaG-6 oder der JaG-10 blieben auf Importmotoren angewiesen oder waren untermotorisiert.
Außerdem baute man bei JaAZ noch bis 1942 Lastwagen, die weitgehend auf den technischen Stand von etwa 1920 zurückgingen. Um dem Abhilfe zu schaffen, wurde mit dem JaG-7 in den späten 1930er-Jahren eine modernere Konstruktion geschaffen.

### Bau des Prototyps
Ende 1938 gaben die Konstrukteure bei JaAZ verschiedene Versuche auf, einen stärkeren Motor aus heimischer Fertigung zu erhalten. Zuvor hatte man erfolglos versucht eine Kooperation mit dem Moskauer Sawod imeni Stalina (ZIS) aufzubauen, auch Bemühungen um einen Dieselmotor aus einem Motorenwerk in Ufa schlugen fehl. Stattdessen wurde für das Projekt der Sechszylinder-Ottomotor aus dem Omnibus ZIS-16 verwendet. Durch neue Leichtmetall-Zylinderköpfe und einige weitere Verbesserungen leistete dieser 12 PS mehr als sein Vorgänger aus dem Lastwagen ZIS-5. Trotzdem stellten sich die 85 PS nicht als ausreichend für den Einsatz im JaG-7 heraus, der voll beladen 10,3 Tonnen und damit 4,2 Tonnen mehr als der ZIS-5 auf die Waage brachte. Das Drehmoment war in Verbindung mit dem genutzten Schaltgetriebe zu gering, weshalb das Fahrzeugbauinstitut NATI extra ein Untersetzungsgetriebe entwarf. Damit war zwar das Drehmomentproblem gelöst, jedoch waren größere Geschwindigkeiten als 52 km/h durch den Leistungsmangel nicht möglich. NATI hatte zwar einen Dieselmotor mit 110 bis 130 PS Leistung in der Entwicklung, der Typ MD-23 hätte später im Motorenwerk in Ufa gefertigt werden sollen. Jedoch wurde auch dieser Plan nie verwirklicht, das Werk baute ab 1939 Teile für die Luftfahrtindustrie.
Im Laufe der Erprobungen wurden verschiedene Motoren am Fahrzeug ausprobiert, unter anderem auch der NATI-Dieselmotor MD-23. Dieser kam wahrscheinlich nur bei einem von insgesamt zwei Prototypen zum Einsatz, der ab diesem Zeitpunkt auch JaG-8 genannt wurde.
Weitere Teile wurden aus anderen Automobilwerken zugeliefert. Bei der Kupplung wurde auf eine Zweischeiben-Trockenkupplung von ZIS zurückgegriffen, viele Standardteile stammten entweder von ZIS oder aus dem Gorkowski Awtomobilny Sawod (GAZ). Einzig das Viergang-Schaltgetriebe war neu und wurde nach dem Krieg fast unverändert im Nachfolger JaAZ-200 verbaut. Die Verwendung von Nichteisenmetallen am Fahrzeug wurde minimiert, um Rohstoffe einzusparen.
Komplett neu angefertigt wurde die Karosserie. In der Literatur finden sich Angaben, dass sie von einem White inspiriert worden sei, andere Quellen nennen GMC- bzw. General-Motors-Lastwagen als Vorbilder. Tatsächlich weist der Prototyp optisch eine sehr große Ähnlichkeit mit schweren Modellen der GMC T-Serie der 1930er-Jahre auf.
Neben dem JaG-7 als Pritschenwagen wurde auf dem gleichen Fahrgestell der JaS-4 gebaut. Auch dieses Modell blieb ein Prototyp. Es handelte sich um einen Kipper mit viereinhalb Tonnen Nutzlast. Außerdem gab es unter der Kennung JaG-7A den Prototyp eines Omnibusses, der aus Teilen des JaG-6 und des JaG-7 zusammengebaut wurde. Er glich optisch dem ZIS-16, war mit 32 Sitzplätzen aber deutlich größer. Außerdem bestanden Pläne, in der Serienfertigung ein Fahrzeug mit Kofferaufbau zu produzieren.

### Weitere Entwicklung und Verbleib
Der Zweite Weltkrieg brachte grundsätzliche Umbrüche in die sowjetische Lastwagenindustrie. Zum einen mussten viele Projekte und Weiterentwicklungen zeitweilig gestoppt werden. Zum anderen kamen durch den Lend-Lease-Act große Mengen zuverlässiger US-amerikanischer Fahrzeuge in die Sowjetunion. Mit ihnen kamen auch neue Motoren und andere technische Neuerungen. So wurden schon im Krieg Motoren von Detroit Diesel in Jaroslawl montiert und später auch selbst gefertigt. Die Reihen-Vier- und Sechszylinder-Zweitakter sollten die sowjetische Dieselmotorenindustrie in den kommenden Jahrzehnten prägen und wurden zum Beispiel als JaAZ-M204 und JaAZ-M206 im späteren JaAZ-200 verbaut. 1959 wurde die Lastwagenfertigung in Jaroslawl sogar komplett zu Gunsten der Motorenfertigung aufgegeben.
Es gibt Berichte darüber, dass auch der JaG-7 in Kriegszeiten mit einem Detroit Diesel 4-71 (Vierzylinder) ausgerüstet wurde. Dieses Modell wurde als JaG-9A bezeichnet.
Bereits 1941 wurde unter der Bezeichnung Ja-14 bzw. OP-200 ein neuer Lastwagenprototyp für sieben Tonnen Zuladung gebaut. Dessen Fertigstellung erfolgte 1944 und mündete 1947 in der Serienproduktion des JaAZ-200, später MAZ-200 genannt. Diese Lastkraftwagen wurden zu Zehntausenden noch bis 1965 gebaut. Optisch wie technisch wurden viele Elemente vom JaG-7 übernommen, der für die Konstruktion wegweisend war.
Heute ist kein JaG-7 mehr erhalten. Auch der Bus JaG-7A und der Kipper JaS-4 sind nicht mehr vorhanden. Die Fahrzeuge wurden der Öffentlichkeit sehr wahrscheinlich nur ein einziges Mal gezeigt, auf einer Parade 1939, bei der verschiedene Entwicklungen der sowjetischen Automobilindustrie vorgestellt wurden. Ein Pressefotograf filmte das Ereignis, wodurch einige wenige Aufnahmen des JaG-7 und des JaS-4 bis heute erhalten geblieben sind.

## Technische Daten
Für den Prototyp JaG-7 von 1939, soweit bekannt.
- Motor: Ottomotor, 6 Zylinder in Reihe
- Motortyp: ZIS-16 (aus dem gleichnamigen Omnibus), später auch andere Modelle
- Leistung: 85 PS (62,5 kW)
- Hubraum: 5555 cm³
- Getriebe: mechanisches Vierganggetriebe + Rückwärtsgang
- Untersetzungsgetriebe: zweistufig
- Höchstgeschwindigkeit: 52 km/h
- Antriebsformel: 4×2

Abmessungen und Gewichte
- Länge: 6695 mm
- Breite: 2500 mm
- Höhe: 2315 mm
- Radstand: 4200 mm
- Bodenfreiheit: 280 mm
- Leergewicht: 5300 kg
- Zuladung: 5000 kg in jedem Gelände
- Zulässiges Gesamtgewicht: 10.300 kg, JaS-4: 10.600 kg
- Sitzplätze: 3 in der Kabine
- Abmessungen der Ladefläche: 3780×2330×600 mm
- Bauart: Pritsche, drei Bordwände klappbar, aus Holz
- Achslast vorne leer/beladen: 2280/2680 kg
- Achslast hinten leer/beladen: 3020/7620 kg
- Spurweite vorne: 1900 mm
- Spurweite hinten: 1860 mm
- Reifengröße: 10,5-20"
- Gewicht eines Rades (Reifen + Felge): 120 kg